# Fritz Gängl von Ehrenwerth
Friedrich Anton Gängl von Ehrenwerth (genannt: Fritz; * 3. Juni 1840 in Spittal an der Drau; † 20. Dezember 1915 auf Gut Ehrenbichl in Klagenfurt) war ein österreichischer Werksdirektor und Politiker.

## Leben
Gängl von Ehrenwerth war der Sohn des Fürst von Porcia’schen Werksverwalters Josef Gängl von Ehrenwert (1795–1874) und dessen Ehefrau Anna geb. Mayr (1811–1882). Der österreichische Eisenhüttenfachmann Josef Gängl von Ehrenwerth (1843–1921) war sein Bruder. Er war römisch-katholisch und heiratete am 3. Juni 1872 Friederike Maria Novak (* 4. Mai 1851; † 14. Mai 1913), die Tochter von Franz von Novak. Aus der Ehe gingen sechs Söhne und drei Töchter hervor. 
Gängl von Ehrenwerth wurde Berg- und Hüttenadjunkt, Hüttenmeister, Hüttenverwalter, Hütten- und Werksdirektor in Heft (Bezirk St. Veit a. d. Glan) und 1893 Werksdirektor in Prävali. Im Jahr 1897 trat er in den Ruhestand. 1889 wurde er Vorstandsmitglied der Arbeiter-Unfallversicherungsanstalt für Steiermark und Kärnten. Ab 1897 war er Besitzer des Guts Ehrenbichl bei (heute in) Klagenfurt. 1909 wurde er Mitglied des Staatseisenbahnrates. Er war Mitglied des berg- und hüttenmännischen Vereines für Steiermark und Kärnten und wurde 1891 zum k.k. Bergrat ernannt.
Vom 2. Januar 1896 (Nachwahl vom 28. Oktober 1895 nach dem Rücktritt von Julius Jobst) bis zum 8. September 1902 war er Abgeordneter im Kärntner Landtag. Er gehörte dem Klub Deutschliberale an und war in der VII. Wahlperiode 1896 Mitglied des volkswirtschaftlichen Ausschusses und in der VIII. Wahlperiode von 1897 bis 1902 Mitglied des Bau-, des Revisions-, des Eisenbahn- und des Versicherungsausschusses.